# Bruno Carotti
Bruno Carotti (Palma di Maiorca, 30 settembre 1972) è un ex calciatore francese.

## Carriera
Nato in Spagna da una famiglia francese di origine italiana, si è trasferito giovanissimo in Francia.
Debutta nel calcio professionistico nel 1991 con la maglia del Montpellier dove rimane per quattro stagioni vincendo una Coupe de la Ligue.
Nel 1995 passa al Nantes ed alla prima stagione prende parte alla Champions League (dove i transalpini furono eliminati in semifinale dalla Juventus, poi vincitrice del trofeo).
Nel 1998 passa al PSG che dopo un anno lo cede in prestito al Saint-Étienne.
Successivamente ha giocato per un anno nel Tolosa, prima di fare ritorno al Montpellier dove rimane per otto stagioni, chiudendovi la carriera a 37 anni.

## Palmarès
- Coupe de la Ligue: 1

Montpellier: 1991-1992
- Supercoppa francese: 1

Paris Saint-Germain: 1998